# Ath
Ath es un municipio belga ubicado en la provincia valona de Hainaut.
Ath es conocida como la «Ciudad de los Gigantes» a causa de las fiestas "Ducasse", que tienen lugar cada año en el cuarto fin de semana de agosto. Figuras enormes que representan a Goliat, Sansón y otras figuras alegóricas desfilan por las calles, y se recrean la boda de Goliat y su famosa pelea con David.
En el año 2008 Ath obtuvo la distinción EDEN, que otorga la Comisión Europea, a uno de los «Mejores destinos de turismo y el patrimonio intangible».

## Geografía

### Secciones del municipio
El municipio comprende los antiguos municipios, que se fusionaron en 1977:
| - Ath - Lanquesaint - Irchonwelz - Ormeignies - Bouvignies - Ostiches - Rebaix - Maffle - Arbre - Houtaing - Ligne - Mainvault - Moulbaix - Villers-Notre-Dame - Villers-Saint-Amand - Ghislenghien - Isières - Meslin-l'Evêque - Gibecq |

## Demografía

### Evolución
Todos los datos históricos relativos al actual municipio, el siguiente gráfico refleja su evolución demográfica, incluyendo municipios después de efectuada la fusión el 1 de enero de 1977.
| Gráfica de evolución demográfica de Ath entre 1846 y 2019 |
|                                                           |

## Historia

### Antes de 1500
El registro arqueológico demuestra la existencia de varios asentamientos galo-romanas de la zona Ath. El origen de la ciudad de Ath, sin embargo, data de alrededor de 1160, cuando Balduino IV, conde de Hainaut, compró un territorio de su vasallo, Gilles de Trazegnies. Unos años más tarde, Baldwin construyó la Torre Burbant - que todavía se pueden ver hoy en día - para proteger a su nueva adquisición. La nueva ciudad pronto se dio privilegios y comenzó a atraer a los habitantes en torno a su reciente construcción (1325), sala de mercado en la Grand-Place.
Ath fue el escenario de la "Paz de Ath", firmado el 4 de junio de 1357 al poner fin a la cuestión de la sucesión Brabant. Para entonces, el mercado semanal de Ath, que se llevó a cabo - y todavía se lleva a cabo - los jueves, había comenzado a atraer a los vendedores de una región mucho más grande. La producción de lino, tela, cuero y artículos de lujo como el oro ware, armarios, esculturas y crecía rápidamente. El crecimiento de la población hizo necesaria la construcción de una segunda muralla, que se completó a finales del siglo XIV. En 1416, la ciudad construyó una escuela para el estudio del latín, que Justus Lipsius asistió. La ciudad contaba entonces cerca de 5.000 personas.

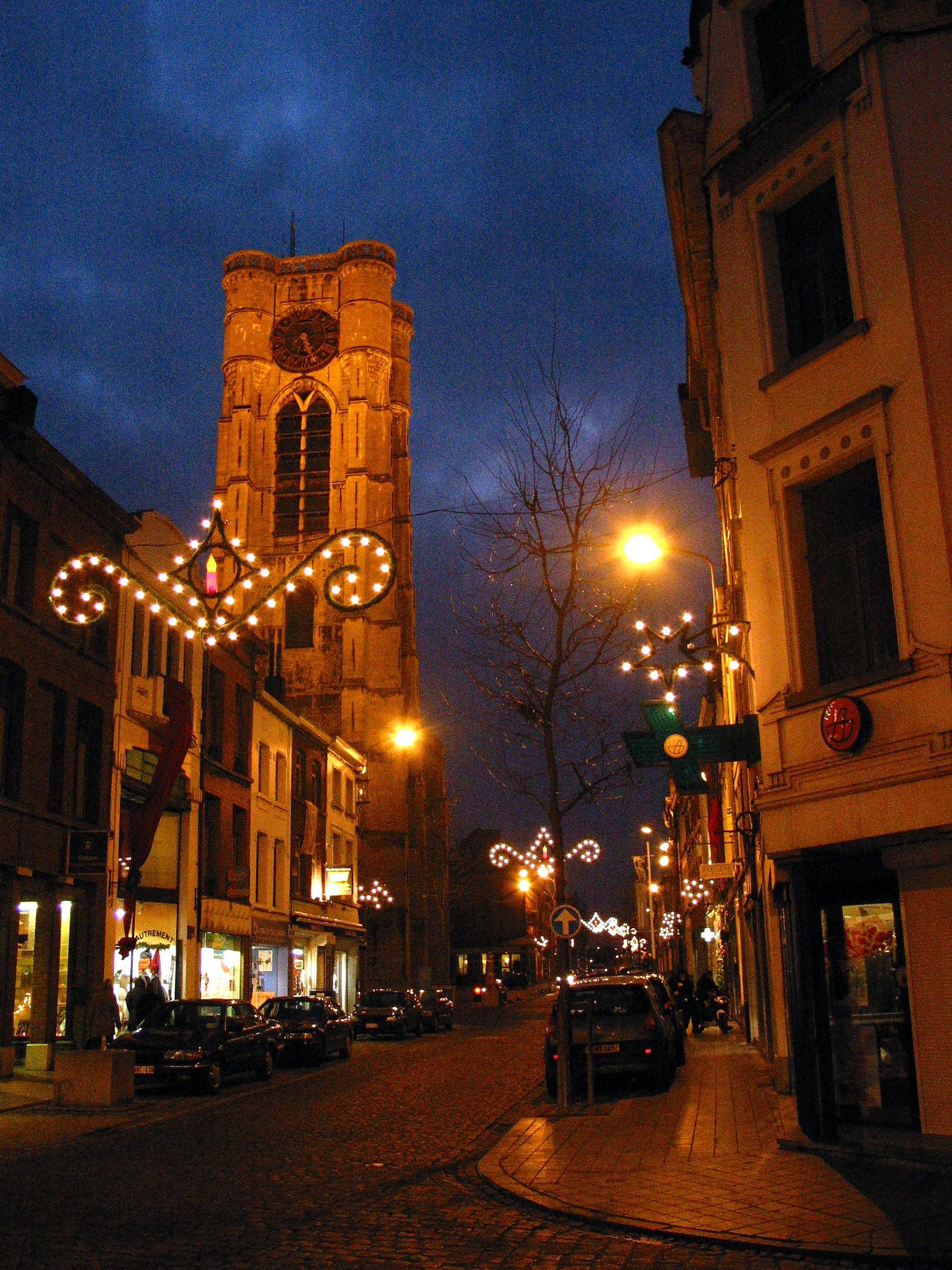
El campanario de la iglesia de St. Julien

### Desde 1501 hasta la fecha
En 1667, Ath fue conquistada en un solo día por el ejército de Luis XIV y se convirtió en la primera ciudad francesa en los Países Bajos españoles. Poco después, Vauban construyó nuevas fortificaciones, que incluía nada menos que ocho baluartes. Mediante el Tratado de Nimega, la fortaleza sería devuelta a España en 1678. La ciudad volvió a sufrir a manos del ejército francés en 1745 durante la Guerra de sucesión austriaca. A finales del siglo XVIII, Ath contado sobre 7.300 habitantes, pero el conteo de la población disminuyó en la primera mitad del siglo XIX.
En 1824, los holandeses bajo el reinado de Guillermo I, construyó el Féron fortaleza y la ciudad ganó valor estratégico nuevo. El desmantelamiento definitivo de las fortificaciones unos años más tarde liberó a tierra muy necesaria para las actividades de una población en crecimiento. Un nuevo período de crecimiento tuvo lugar entre 1850 y 1914 gracias a la silvicultura, las industrias textiles agrícolas (cervecerías, fábricas) y.
En el siglo XX, la mayoría de estas industrias entraron en decadencia y fueron reemplazados por las actividades comerciales, administrativas y educativas. En los últimos 30 años, varios barrios fueron revitalizados y desarrollados, y los monumentos de la ciudad renovados o restaurados.

### Explosiones del 30 de julio de 2004
El parque industrial de Ghislenghien cerca de Ath fue el escenario de uno de los peores desastres industriales vez de Bélgica el 30 de julio de 2004. Alrededor de las 8:30 a. m., hora local, los trabajadores de la construcción de una nueva fábrica de abrasivos empresa Diamant Boart (filial del Grupo Electrolux, informó de un fuerte olor a gas. Se cree que el gas se escapaba de una tubería subterránea de alta presión de transporte de gas natural desde Zeebrugge a Francia, operado por la compañía de transporte de gas Fluxys. Los bomberos no tardaron en escena y estaban tratando de limpiar la zona cuando al menos dos explosiones ocurrieron alrededor de las 9:00 a. m. La más fuerte de ellas demolió la estructura Diamant Boart parcialmente construida, y los incendios se iniciaron en varios otros edificios. El número de víctimas oficial se ha elevado a 23, con más de 120 heridos. Cinco bomberos voluntarios y un policía estaban entre los muertos.
La causa de la fuga todavía no ha sido comprobada. Después de la explosión, daños por una máquina de construcción se descubrieron en la parte en despiece ordenado de la tubería y las partes adyacentes. Probablemente éstas son el resultado de las obras de construcción de unas pocas semanas antes de la explosión. El oleoducto probablemente se rompió por completo el 30 de julio de 2004, cuando el operador FLUXYS elevó la presión.

## Lugares de interés
La torre Burbant, del siglo XII, fue construida por Baldwin IV, conde de Hainaut y el nombre de la Landgraviat vecino de Brabante.
El Ayuntamiento data del siglo XVII.
La iglesia de Saint Julien, reconstruido después de un incendio en el siglo XIX, todavía conserva una torre gótica y la capilla absidal, así como un famoso carillón del siglo XVI.
La iglesia de San Martín y el exterior roble calvario ambos datan del siglo XVI.

## Fiestas
El Ducasse d'Ath se originó en una procesión anual desarrollado en el siglo XV (mencionado por primera vez en 1399) como una celebración de la consagración de la iglesia local de San Julián. Esta procesión historias del Antiguo Testamento, Nuevo Testamento, leyenda de oro, y el ciclo carolingio ilustrado. Hoy en día, el "Ducasse" es una celebración muy popular que incluye diversos festejos y dura varios días, que abarca el final de agosto y principios de septiembre. Lo más destacado es el cortejo de gigantes (en francés: cortejo des géants), con David y Goliat como los personajes más famosos. La fiesta patronal se encuentra entre las Obras Maestras del Patrimonio Oral e Inmaterial de la Humanidad.

## Transporte
Ath se encuentra a lo largo de la carretera N56.

## Personas nacidas en Ath
- Arnold Caussin, nacido alrededor de 1510. Músico, compositor. Estudiante en la Universidad de Cracovia en 1526.[3]
- Michael Bayo, el teólogo
- Julien-Joseph Ducorron, pintor (1770-1848)
- Eugène Defacqz, político (1797-1871)
- Jean Taisner, sacerdote y científico (siglo 16)
- Louis Hennepin, sacerdote católico y misionero y explorador del interior de América del Norte (siglo XVII)[4]
- Fanny Heldy, ópera soprano (siglo XIX)
- Joseph Jules Descamps, político (1820-1892).
- Ernest Cambier F., pionera colonial belga (1844-1921)
- Henri Vernes, novelista (siglo XX)
- Chico Spitaels, político (siglo XX)
- Olivier Dupuis, político (siglo XX)
- Pierre Descamps, político (siglo XX)
- Anders Tang, el humorista (siglo XX)
- Julián el Hospitalario, santo legendario, fue de acuerdo con una tradición nacida en Ath
- Jacques de Saint-Luc, laudista y compositor (1616-c.1710)

## Ciudades hermanas
- Meslin (Francia)